# Ben Tulett
Ben Samuel Tulett (26 augustus 2001, Sevenoaks) is een Brits veldrijder en wegwielrenner die sinds 2024 rijdt voor Team Visma-Lease a Bike.

## Carrière
Tulett won in 2018, in Valkenburg het Wereldkampioenschap veldrijden voor junioren. Een jaar later won hij in de Deense plaats Bogense opnieuw de wereldtitel bij de junioren. Van 2020 tot 2021 reed Tulett voor de Belgische wielerploeg Alpecin-Fenix, van 2022 tot 2023 voor het Britse INEOS Grenadiers en van 2024 voor Team Visma-Lease a Bike.
Ben Tullet is het jongere broertje van wielrenner en veldrijder Daniel Tulett.

## Wegwielrennen

### Overwinningen
2018
 Brits kampioenschap op de weg, junioren
2022
3e etappe Internationale Wielerweek
2023
1e (ITT) etappe Ronde van Noorwegen
Eind- en jongerenklassement Ronde van Noorwegen
2025
4e etappe Internationale Wielerweek
Eindklassement Internationale Wielerweek

### Resultaten in voornaamste wedstrijden
| Jaar | Ronde van Italië | Ronde van Frankrijk | Ronde van Spanje |
| ---- | ---------------- | ------------------- | ---------------- |
| 2020 |                  |                     |                  |
| 2021 |                  |                     |                  |
| 2022 | 38e              |                     |                  |
| 2023 |                  |                     |                  |
| 2024 |                  |                     |                  |
| 2025 |                  |                     |                  |

| Jaar | Milaan-San Remo | Amstel Gold Race | Luik-Bast.‑Luik | Ronde van Lombardije | Waalse Pijl | Clásica San Sebastián | Strade Bianche |  | WK op de weg |  | Wereldranglijsten |
| ---- | --------------- | ---------------- | --------------- | -------------------- | ----------- | --------------------- | -------------- |  | ------------ |  | ----------------- |
| 2020 |                 |                  | 53e             |                      | 35e         |                       |                |  |              |  | 569e (UWR)        |
| 2021 |                 | 17e              | 54e             | 21e                  | 12e         |                       |                |  |              |  |                   |
| 2022 |                 |                  |                 | opgave               |             |                       |                |  | 14e          |  |                   |
| 2023 |                 |                  |                 |                      |             | opgave                | 31e            |  |              |  |                   |
| 2024 |                 |                  | opgave          |                      |             |                       | 95e            |  |              |  |                   |
| 2025 | 16e             | 21e              | 20e             |                      | 19e         |                       | 61e            |  |              |  |                   |

### Resultaten in kleinere rondes
| Jaar | UAE Tour | Tirreno-Adriatico | Ronde van Catalonië | Ronde van het Baskenland | Ronde van Zwitserland | Ronde van Polen | Renewi Tour |
| ---- | -------- | ----------------- | ------------------- | ------------------------ | --------------------- | --------------- | ----------- |
| 2021 |          |                   |                     |                          | opgave                | 9e              |             |
| 2022 |          |                   |                     | 22e                      |                       | 5e              |             |
| 2023 | 51e      |                   | 87e                 |                          | 46e                   |                 | 69e         |
| 2024 |          | 54e               |                     | opgave                   | 23e                   |                 |             |
| 2025 |          |                   |                     | opgave                   |                       |                 |             |

## Veldrijden
| Seizoen   | Wereldbeker | Superprestige | DVV Trofee      | WK       | EK       | BK       | Overige                                        | Totaal aantal zeges |
| Junioren  | Junioren    | Junioren      | Junioren        | Junioren | Junioren | Junioren | Junioren                                       | Junioren            |
| --------- | ----------- | ------------- | --------------- | -------- | -------- | -------- | ---------------------------------------------- | ------------------- |
| 2017-2018 |             |               | Koppenbergcross | ↑        | ↑        | Zilver   | Derby, Shrewsbury, Druivencross, Waaslandcross | 6                   |
| 2018-2019 |             |               |                 | ↑        | DNS      | Goud     | Derby                                          | 3                   |
| Totaal    | 0           | 0             | 1               | 2        | 0        | 1        | 5                                              | 9                   |
| Beloften  |             |               |                 |          |          |          |                                                |                     |
| 2019-2020 |             |               |                 | 32e      | 37e      | Goud     |                                                | 1                   |
| Totaal    | 0           | 0             | 0               | 0        | 0        | 1        | 0                                              | 1                   |
| Elite     |             |               |                 |          |          |          |                                                |                     |
| 2019-2020 |             |               |                 | NVT      | NVT      | Zilver   |                                                | 0                   |
| Totaal    | 0           | 0             | 0               | 0        | 0        | 0        | 0                                              | 0                   |

## Ploegen
- 2020 –  Alpecin-Fenix
- 2021 –  Alpecin-Fenix
- 2022 –  INEOS Grenadiers
- 2023 –  INEOS Grenadiers
- 2024 –  Visma-Lease a Bike
- 2025 –  Team Visma-Lease a Bike

Benoist · De Bondt · del Carmen Alvarado · De Tier · Eibl · Fagerhaug · Gaze · Hansen · Jans · Janssens · Krieger · Leysen · Meisen · Merlier · Modolo · Pieterse · Richardson · Rickaert · Riesebeek · Rouiller · Sbaragli · Sweeck · Thwaites · Tullet · Vakoč · D. van der Poel · M. van der Poel · Vergaerde · Vermeersch · Vervaeke · Walsleben ·  · Cortjens (stagiair) · Hendrikx (stagiair) · Kielich (stagiair) · Petruš (stagiair) · Vandeputte (stagiair)
Anderson · Bayer · De Bondt · del Carmen Alvarado · De Tier · De Vreese · Dillier · Eibl · Jans · Janssens · Krieger · Leysen · Meisen · Merlier · Meurisse · Modolo · Philipsen · Pieterse · Planckaert · Richardson · Rickaert · Riesebeek · Sbaragli · Sweeck · Taminiaux · Thwaites · Tulett · Vakoč · D. van der Poel · M. van der Poel · Vergaerde · Vermeersch · Vervaeke · Vine · Walsleben
Amador · Bernal · Carapaz  · Castroviejo · De Plus · Dunbar · Fraile · Ganna   · Geoghegan Hart · E. Hayter · Heiduk · Kwiatkowski · Martínez · Narváez · Pidcock · Plapp · Porte ·  Puccio · Rivera · Rodriguez · Rowe · Sheffield · Sivakov · Swift · Thomas · Tulett · Turner · Van Baarle · Viviani · Wurf · Yates · L. Hayter (stagiair)
Affini · Benoot · Bouwman · Gesink · Gloag · Hagenes · Heßmann · Jorgenson · Kelderman · Kooij · Kruijswijk · Kuss · Laporte  · Lemmen · Staune-Mittet · Tratnik · Tulett · Uijtdebroeks · Vader · Valter · Van Aert · van Baarle · van Belle · Van der Sande · M. van Dijke · T. van Dijke · Vermote · Vingegaard